# Thalija
 (juillet 2014).
 (octobre 2018).
Thalija est un groupe de musique improvisée originaire de Vienne en Autriche.
La musique de Thalija est difficile à définir tant ses influences sont nombreuses et variées : allant du post-rock au rock psychédélique, en passant par le shoegazing. Thalija est un collectif de 18 musiciens s'étant formés en 2001. Les formations sur scène varient de huit à dix-huit personnes soit deux batteurs, sept guitares, trois basses, deux chanteuses et des sons électroniques.
Vivant et évoluant dans le milieu artistique, (architecture et beaux Arts, mode) les thalija ont eu l'occasion de jouer en live à l'académie des beaux Arts de Vienne, à Paris pour les fashion week pour le label de mode Fabrics Interseason, ou encore auprès du groupe Liars et Rain Machine.

## Genre
Post-rock, rock psychédélique

## Membres
Magali : chant
Eloui : chant, Basse
Lupo : Keyboard
Bernd : Guitare 
 DC : Basse 
Xandl : Basse
Gerald : batterie
Heimo : Batterie
Alex : Batterie
Ralph : Guitare
Richard : Guitare
Daniel : Guitare
Elmar : Guitare
Benny : Guitare
Robs : Guitare
Andy : Guitare
Martin : Korg

## Historique
En 2001, alors qu’ils n'étaient que trio, se formait le collectif électronique et expérimental viennois : Thalija.
Leur but à l'époque était de devenir le groupe le plus fort du monde. Ce concept s'est cependant   modifié. Thalija produit un son post-rock subtil, varié, vibrant, grâce à ses douces mélodies, se transformant en un bombardement musical massif. De ce petit collectif de trois personnes, ils sont maintenant 18 : 8 guitares, 3 Basses, 3 batteries, 2 chanteuses et de l’électro.

## Discographie
- 2008 : Thalija II (Pumpkin Records) (CD)
- 2005 : Thalija/Elyjah (Siluh Records) (Split LP 12)
- 2003 : Thalija (Pumpkin Records) (CD)

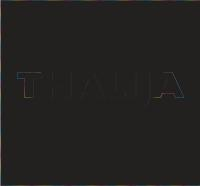
Pochette Thalija II

## Sources
- diffusion sur la radio autrichienne FM4